# Topscorere i Danmarksturneringen i fodbold
Topscorere i Danmarksturneringen i fodbold er en liste over samtlige topscorere i Danmarksturneringen i fodbold siden 1932.

## Topscorere fra 1932-1990
Listen omhandlere samtlige topscorere fra 1932 til sidste sæson inden omdøbningen til Superligaen.
| År            | Spiller                   | Klub                      | Mål | Kampe | Mål pr. kamp |
| ------------- | ------------------------- | ------------------------- | --- | ----- | ------------ |
| 1932          | Wilhelm Nielsen           | KB                        | 19  | 9     | 2.11         |
| 1933          | Søren Andersen            | AaB                       | 11  | 9     | 1.22         |
| 1934          | Kaj Andersen              | B 1903                    | 19  | 9     | 2.11         |
| 1935          | Kaj Nielsen               | AGF                       | 18  | 9     | 2            |
| 1936          | Pauli Jørgensen           | Frem                      | 17  | 9     | 1.89         |
| 1937          | Pauli Jørgensen           | Frem                      | 19  | 18    | 1.06         |
| 1938          | Knud Andersen             | B 1903                    | 23  | 18    | 1.28         |
| 1939          | Erik Petersen             | B 93                      | 27  | 18    | 1.5          |
| 1940          | Frede Jensen              | Køge BK                   | 12  | 18    | 1.5          |
| 1940          | Kaj Hansen                | B 93                      | 12  | 18    | 1.5          |
| 1941          | Egon Knudsen              | Vejen SF                  | 17  | 12    | 1.42         |
| 1941          | Helge Bronée              | ØB                        | 25  | 12    | 2.08         |
| 1941          | Frede Jensen              | Køge BK                   | 19  | 14    | 1.36         |
| 1942          | Gerhard Pedersen          | B1909                     | 24  | 18    | 1.33         |
| 1942          | Helge Bronée              | ØB                        | 31  | 18    | 1.72         |
| 1942          | Johannes Pløger           | Frem                      | 15  | 14    | 1.07         |
| 1943          | Jørgen Leschly            | OB                        | 17  | 18    | 0.94         |
| 1943          | Harry Jacobsen            | Slagelse                  | 16  | 18    | 0.89         |
| 1943          | Christian Jensen          | Dragør                    | 16  | 18    | 0.89         |
| 1943          | Hilmar Staalgaard         | Køge BK                   | 15  | 14    | 1.07         |
| 1943          | Georg Dahlfeldt           | AB                        | 15  | 14    | 1.07         |
| 1944          | Harry Jensen              | AGF                       | 15  | 18    | 0.83         |
| 1944          | Holger Seebach            | OB                        | 15  | 18    | 0.83         |
| 1944          | Knud V. Rasmussen         | B 1901                    | 23  | 18    | 1.28         |
| 1944          | Helmuth Nielsen           | B 93                      | 19  | 14    | 1.36         |
| 1945          | Svend Harder              | AGF                       | 12  | 12    | 1            |
| 1945          | Harry Jacobsen            | Slagelse                  | 24  | 18    | 1.33         |
| 1945          | Karl Aage Hansen          | AB                        | 17  | 16    | 1.06         |
| 1946          | Jørgen Leschly            | B 93                      | 16  | 18    | 0.89         |
| 1947          | Helge Bronée              | ØB                        | 21  | 18    | 1.17         |
| 1948          | John Hansen               | Frem                      | 20  | 18    | 1.11         |
| 1949          | Jørgen Leschly            | OB                        | 16  | 18    | 0.89         |
| 1950          | James Rønvang             | AB                        | 15  | 18    | 0.83         |
| 1951          | Henning Bjerregaard       | B 93                      | 11  | 18    | 0.61         |
| 1951          | James Rønvang             | AB                        | 11  | 18    | 0.61         |
| 1951          | Jens Peder Hansen         | Esbjerg fB                | 11  | 18    | 0.61         |
| 1952          | Valdemar Kendzior         | Skovshoved Idrætsforening | 13  | 18    | 0.72         |
| 1952          | Poul Erik Petersen        | Køge BK                   | 13  | 18    | 0.72         |
| 1953          | Valdemar Kendzior         | Skovshoved Idrætsforening | 17  | 18    | 0.94         |
| 1954          | Jens-Carl Kristensen      | Akademisk Boldklub        | 12  | 18    | 0.67         |
| 1955          | Henning Jensen            | Boldklubben Frem          | 17  | 18    | 0.94         |
| 1956          | Gunnar Kjeldberg          | AGF                       | 18  | 18    | 1            |
| 1957          | Søren Andersen            | Boldklubben Frem          | 26  | 27    | 0.96         |
| 1958          | Henning Enoksen           | Vejle Boldklub            | 27  | 22    | 1.23         |
| 1959          | Per Jensen                | KB                        | 20  | 22    | 0.91         |
| 1960          | Harald Nielsen            | Frederikshavn fI          | 19  | 22    | 0.86         |
| 1961          | Jørgen Ravn               | KB                        | 26  | 22    | 1.18         |
| 1962          | Henning Enoksen           | AGF                       | 24  | 22    | 1.09         |
| 1962          | Carl Emil Christiansen    | Esbjerg fB                | 24  | 22    | 1.09         |
| 1963          | Mogens Hastrup            | B 1909                    | 21  | 22    | 0.95         |
| 1964          | Jørgen Ravn               | KB                        | 21  | 22    | 0.95         |
| 1965          | Per Petersen              | B 1903                    | 18  | 22    | 0.82         |
| 1966          | Henning Enoksen           | AGF                       | 16  | 22    | 0.73         |
| 1967          | Leif Nielsen              | Boldklubben Frem          | 15  | 22    | 0.68         |
| 1968          | Niels-Christian Holmstrøm | Kjøbenhavns Boldklub      | 23  | 22    | 1.05         |
| 1969          | Steen Rømer Larsen        | B 1903                    | 15  | 22    | 0.68         |
| 1970          | Ole Forsing               | B 1903                    | 18  | 22    | 0.82         |
| 1971          | Uffe Brage                | Kjøbenhavns Boldklub      | 19  | 22    | 0.86         |
| 1971          | John Nielsen              | B 1901                    | 19  | 22    | 0.86         |
| (fodbold)1972 | Karsten Lund              | Vejle Boldklub            | 16  | 22    | 0.73         |
| (fodbold)1972 | John Nielsen              | B 1901                    | 16  | 22    | 0.73         |
| 1973          | Hans Aabech               | Hvidovre                  | 28  | 22    | 1.27         |
| 1974          | Niels-Christian Holmstrøm | KB                        | 24  | 22    | 1.09         |
| 1975          | Bjarne Petersen           | KB                        | 25  | 30    | 0.83         |
| 1976          | Mogens Jespersen          | AaB                       | 22  | 30    | 0.73         |
| 1977          | Allan Hansen              | OB                        | 23  | 30    | 0.77         |
| 1978          | John Eriksen              | OB                        | 22  | 30    | 0.73         |
| 1979          | John Eriksen              | OB                        | 20  | 30    | 0.67         |
| 1980          | Hans Aabech               | KB                        | 19  | 30    | 0.63         |
| 1981          | Allan Hansen              | OB                        | 28  | 30    | 0.93         |
| 1982          | Ib Jacquet                | Vejle Boldklub            | 20  | 30    | 0.67         |
| 1983          | Vilhelm Munk Nielsen      | OB                        | 20  | 30    | 0.67         |
| 1984          | Steen Thychosen           | Vejle Boldklub            | 24  | 30    | 0.8          |
| 1985          | Lars Bastrup              | Ikast fS                  | 20  | 30    | 0.67         |
| 1986          | Claus Nielsen             | Brøndby IF                | 16  | 26    | 0.62         |
| 1987          | Claus Nielsen             | Brøndby IF                | 20  | 26    | 0.77         |
| 1988          | Bent Christensen          | Brøndby IF                | 21  | 26    | 0.81         |
| 1989          | Miklos Molnar             | Frem                      | 14  | 26    | 0.54         |
| 1989          | Flemming Christensen      | Lyngby BK                 | 14  | 26    | 0.54         |
| 1989          | Lars Jacobsen             | OB                        | 14  | 26    | 0.54         |
| 1990          | Bent Christensen          | Brøndby IF                | 17  | 26    | 0.65         |

## Topscorere fra 1991-
Listen omhandlere samtlige topscorere siden Superligaen startede i 1991 og frem til nu.
| År   | Spiller                 | Klub                      | Mål | Kampe | Mål pr. kamp | Minutter | Mål pr. minut | Ref.   |
| ---- | ----------------------- | ------------------------- | --- | ----- | ------------ | -------- | ------------- | ------ |
| 1991 | Bent Christensen        | Brøndby IF                | 11  | 18    | 0.61         | 1.613    | 147           | [ 2 ]  |
| 1992 | Peter Møller            | AaB                       | 17  | 32    | 0.53         | 2.824    | 166           | [ 3 ]  |
| 1993 | Peter Møller            | AaB                       | 20  | 30    | 0.67         | 2.631    | 132           | [ 4 ]  |
| 1994 | Søren Frederiksen       | Viborg FF Silkeborg IF    | 18  | 32    | 0.56         | 2.358    | 131           | [ 5 ]  |
| 1995 | Erik Bo Andersen        | AaB                       | 24  | 32    | 0.75         | 2.723    | 113           | [ 6 ]  |
| 1996 | Thomas Thorninger       | AGF                       | 20  | 33    | 0.61         | 2.814    | 141           | [ 7 ]  |
| 1997 | Miklos Molnar           | Lyngby BK                 | 26  | 33    | 0.79         | 2.903    | 112           | [ 8 ]  |
| 1998 | Ebbe Sand               | Brøndby IF                | 28  | 33    | 0.85         | 2.319    | 83            | [ 9 ]  |
| 1999 | Heine Fernandez         | Viborg FF                 | 23  | 31    | 0.74         | 2.757    | 120           | [ 10 ] |
| 2000 | Peter Lassen            | Silkeborg IF              | 16  | 25    | 0.64         | 2.063    | 129           | [ 11 ] |
| 2001 | Peter Graulund          | Brøndby IF                | 21  | 31    | 0.68         | 2.409    | 115           | [ 12 ] |
| 2002 | Peter Madsen            | Brøndby IF                | 22  | 31    | 0.71         | 2.589    | 118           | [ 13 ] |
| 2003 | Søren Frederiksen       | Viborg FF                 | 18  | 31    | 0.58         | 2.886    | 160           | [ 14 ] |
| 2004 | Tommy Bechmann          | Esbjerg fB                | 19  | 30    | 0.63         | 2.436    | 128           | [ 15 ] |
| 2005 | Steffen Højer           | OB                        | 20  | 33    | 0.61         | 2.582    | 129           | [ 16 ] |
| 2006 | Steffen Højer           | Viborg FF                 | 16  | 31    | 0.52         | 2.777    | 174           | [ 17 ] |
| 2007 | Rade Prica              | AaB                       | 19  | 32    | 0.59         | 2.754    | 145           | [ 18 ] |
| 2008 | Jeppe Curth             | AaB                       | 17  | 33    | 0.52         | 2.595    | 153           | [ 19 ] |
| 2009 | Marc Nygaard            | Randers FC                | 16  | 26    | 0.62         | 2.089    | 131           | [ 20 ] |
| 2010 | Peter Utaka             | OB                        | 18  | 33    | 0.55         | 2.815    | 156           | [ 21 ] |
| 2011 | Dame N'Doye             | F.C. København            | 25  | 31    | 0.81         | 2.755    | 110           | [ 22 ] |
| 2012 | Dame N'Doye             | F.C. København            | 18  | 30    | 0.6          | 2.670    | 148           | [ 23 ] |
| 2013 | Andreas Cornelius       | F.C. København            | 18  | 32    | 0.56         | 2.602    | 145           | [ 24 ] |
| 2014 | Thomas Dalgaard         | Viborg FF                 | 17  | 33    | 0.52         | 2.856    | 168           | [ 25 ] |
| 2015 | Martin Pusic            | Esbjerg fB FC Midtjylland | 17  | 33    | 0.52         | 2.613    | 154           | [ 26 ] |
| 2016 | Lukas Spalvis           | AaB                       | 18  | 30    | 0.6          | 2.112    | 117           | [ 27 ] |
| 2017 | Marcus Ingvartsen       | FC Nordsjælland           | 23  | 35    | 0.66         | 3.093    | 134           | [ 28 ] |
| 2018 | Pål Alexander Kirkevold | Hobro IK                  | 22  | 32    | 0.69         | 2.875    | 131           | [ 29 ] |
| 2019 | Robert Skov             | F.C. København            | 29  | 34    | 0.85         | 2.777    | 96            | [ 30 ] |